# Israel i Eurovision Song Contest
Israel har deltaget i Eurovision Song Contest siden deres debut i 1973. Selvom de geografisk ikke er en del af Europa, kan de deltage i konkurrencen på grund af deres medlemskab i EBU.
Til dato har der været fire israelske sejre i ESC. Izhar Cohen og Alphabeta vandt i Paris i 1978 med sangen "A-Ba-Ni-Bi". Året efter blev ESC afholdt i Jerusalem, og Israel vandt igen med Gali Ataris "Hallelujah". Året efter deltog Israel ikke i ESC. Deres seneste sejr var i 2018.

## Deltagere
Nøgle
     Vinder
     Anden plads
     Tredje plads
     Sidste plads
     Deltager valgt, men konkurrerede ikke
| År                 | Kunstner                          | Sang                                                   | Sprog                      | Oversættelse                | Finale             | Point              | Semi                        | Point                       |
| ------------------ | --------------------------------- | ------------------------------------------------------ | -------------------------- | --------------------------- | ------------------ | ------------------ | --------------------------- | --------------------------- |
| 1973               | Ilanit                            | "Ey Sham" (אי שם)                                      | Hebraisk                   | Et sted                     | 4                  | 97                 | Ingen semifinaler           | Ingen semifinaler           |
| 1974               | Kaveret                           | "Natati La Khayay" (נתתי לה חיי)                       | Hebraisk                   | Jeg gav hende mit liv       | 7                  | 11                 | Ingen semifinaler           | Ingen semifinaler           |
| 1975               | Shlomo Artzi                      | "At Va'Ani" (את ואני)                                  | Hebraisk                   | Du og jeg                   | 11                 | 40                 | Ingen semifinaler           | Ingen semifinaler           |
| 1976               | Chocolate, Menta, Mastik          | "Emor Shalom" (אמור שלום)                              | Hebraisk                   | Sig hej                     | 6                  | 77                 | Ingen semifinaler           | Ingen semifinaler           |
| 1977               | Ilanit                            | "Ahava Hi Shir Lishnayim" (אהבה היא שיר לשניים)        | Hebraisk                   | Kærlighed er en sang for to | 11                 | 49                 | Ingen semifinaler           | Ingen semifinaler           |
| 1978               | Izhar Cohen & Alphabeta           | "A-Ba-Ni-Bi" (א-ב-ני-בי)                               | Hebraisk                   | Jeg                         | 1                  | 157                | Ingen semifinaler           | Ingen semifinaler           |
| 1979               | Gali Atari & Milk and Honey       | "Hallelujah" (הללויה)                                  | Hebraisk                   | Pris gud                    | 1                  | 125                | Ingen semifinaler           | Ingen semifinaler           |
| Deltog ikke i 1980 |                                   |                                                        |                            |                             |                    |                    |                             |                             |
| 1981               | Hakol Over Habibi                 | "Halayla" (הלילה)                                      | Hebraisk                   | I nat                       | 7                  | 56                 | Ingen semifinaler           | Ingen semifinaler           |
| 1982               | Avi Toledano                      | "Hora" (הורה)                                          | Hebraisk                   | Hora                        | 2                  | 100                | Ingen semifinaler           | Ingen semifinaler           |
| 1983               | Ofra Haza                         | "Hi" (חי)                                              | Hebraisk                   | I live                      | 2                  | 136                | Ingen semifinaler           | Ingen semifinaler           |
| Deltog ikke i 1984 |                                   |                                                        |                            |                             |                    |                    |                             |                             |
| 1985               | Izhar Cohen                       | "Olé, Olé" (עולה, עולה)                                | Hebraisk                   | Olé, olé                    | 5                  | 93                 | Ingen semifinaler           | Ingen semifinaler           |
| 1986               | Moti Giladi & Sarai Tzuriel       | "Yavo Yom" (יבוא יום)                                  | Hebraisk                   | En dag vil komme            | 19                 | 7                  | Ingen semifinaler           | Ingen semifinaler           |
| 1987               | Datner & Kushnir                  | "Shir Habatlanim" (שיר הבטלנים)                        | Hebraisk                   | De hjemløses sang           | 8                  | 73                 | Ingen semifinaler           | Ingen semifinaler           |
| 1988               | Yardena Arazi                     | "Ben Adam" (בן אדם)                                    | Hebraisk                   | Menneske                    | 7                  | 85                 | Ingen semifinaler           | Ingen semifinaler           |
| 1989               | Gili & Galit                      | "Derekh Hamelekh" (דרך המלך)                           | Hebraisk                   | Kongens vej                 | 12                 | 50                 | Ingen semifinaler           | Ingen semifinaler           |
| 1990               | Rita Kleinstein                   | "Shara Barkhovot" (שרה ברחובות)                        | Hebraisk                   | Synger i gaderne            | 18                 | 16                 | Ingen semifinaler           | Ingen semifinaler           |
| 1991               | Duo Datz                          | "Kan" (כאן)                                            | Hebraisk                   | Her                         | 3                  | 139                | Ingen semifinaler           | Ingen semifinaler           |
| 1992               | Dafna Dekel                       | "Ze Rak Sport" (זה רק ספורט)                           | Hebraisk                   | Det er bare sport           | 6                  | 85                 | Ingen semifinaler           | Ingen semifinaler           |
| 1993               | Sarah'le Sharon & The Shiru Group | "Shiru" (שירו)                                         | Hebraisk, engelsk          | Syng                        | 24                 | 4                  | Kvalifikacija za Millstreet | Kvalifikacija za Millstreet |
| Deltog ikke i 1994 |                                   |                                                        |                            |                             |                    |                    |                             |                             |
| 1995               | Liora                             | "Amen" (אמן)                                           | Hebraisk                   | Amen                        | 8                  | 81                 | Ingen semifinaler           | Ingen semifinaler           |
| 1996               | Galit Bell                        | "Shalom olam" (שלום עולם)                              | Hebraisk                   | Hej/fred til verden         | Ikke kvalificeret  | Ikke kvalificeret  | 28                          | 12                          |
| Deltog ikke i 1997 |                                   |                                                        |                            |                             |                    |                    |                             |                             |
| 1998               | Dana International                | "Diva" (דיווה)                                         | Hebraisk                   | Diva                        | 1                  | 172                | Ingen semifinaler           | Ingen semifinaler           |
| 1999               | Eden                              | "Yom Huledet (Happy Birthday)" (יום הולדת)             | Hebraisk, engelsk          | Tillykke med fødselsdagen   | 5                  | 93                 | Ingen semifinaler           | Ingen semifinaler           |
| 2000               | PingPong                          | "Sameyakh" (שמח)                                       | Hebraisk                   | Glæde                       | 22                 | 7                  | Ingen semifinaler           | Ingen semifinaler           |
| 2001               | Tal Sondak                        | "En Davar" (אין דבר)                                   | Hebraisk                   | Glem det                    | 16                 | 25                 | Ingen semifinaler           | Ingen semifinaler           |
| 2002               | Sarit Hadad                       | "Nadlik Beyakhad Ner (Light a Candle)" (נדליק ביחד נר) | Hebraisk, engelsk          | Tænd et lys                 | 12                 | 37                 | Ingen semifinaler           | Ingen semifinaler           |
| 2003               | Lior Narkis                       | "Milim La'Ahava (Words For Love)" (מילים לאהבה)        | Hebraisk                   | Ord for kærlighed           | 19                 | 17                 | Ingen semifinaler           | Ingen semifinaler           |
| 2004               | David D'Or                        | "Leha'amin" (להאמין)                                   | Hebraisk, engelsk          | At tro                      | Ikke kvalificeret  | Ikke kvalificeret  | 11                          | 57                          |
| 2005               | Shiri Maimon                      | "Hasheket Shenish'ar" (השקט שנשאר)                     | Engelsk, hebraisk          | Stilheden der bliver ved    | 4                  | 154                | 7                           | 158                         |
| 2006               | Eddie Butler                      | "Together We Are One"                                  | Engelsk, hebraisk          | Sammen er vi en             | 23                 | 4                  | Top 10 året før             | Top 10 året før             |
| 2007               | Teapacks                          | "Push the Button"                                      | Engelsk, fransk, hebraisk  | Tryk på knappen             | Ikke kvalificeret  | Ikke kvalificeret  | 24                          | 17                          |
| 2008               | Bo'az Ma'uda                      | "The Fire in Your Eyes"                                | Hebraisk                   | Ilden i dine øjne           | 9                  | 124                | 5                           | 104                         |
| 2009               | Noa & Mira Awad                   | "There Must Be Another Way"                            | Engelsk, hebraisk, arabisk | Der skal være en anden måde | 16                 | 53                 | 7                           | 75                          |
| 2010               | Harel Skaat                       | "Milim" (מילים)                                        | Hebraisk                   | —                           | 14                 | 71                 | 8                           | 71                          |
| 2011               | Dana International                | "Ding Dong" (דינג דונג)                                | Hebraisk, engelsk          | —                           | Ikke kvalificeret  | Ikke kvalificeret  | 15                          | 38                          |
| 2012               | Izabo                             | "Time"                                                 | Engelsk, hebraisk          | Tid                         | Ikke kvalificeret  | Ikke kvalificeret  | 13                          | 33                          |
| 2013               | Moran Mazor                       | "Rak bishvilo" (רק בשבילו)                             | Hebraisk                   | Kun for ham                 | Ikke kvalificeret  | Ikke kvalificeret  | 14                          | 40                          |
| 2014               | Mei Finegold                      | "Same Heart"                                           | Engelsk, hebraisk          | Samme hjerte                | Ikke kvalificeret  | Ikke kvalificeret  | 14                          | 19                          |
| 2015               | Nadav Guedj                       | "Golden Boy"                                           | Engelsk                    | Gylden dreng                | 9                  | 97                 | 3                           | 151                         |
| 2016               | Hovi Star                         | "Made of Stars"                                        | Engelsk                    | Lavet af stjerner           | 14                 | 135                | 7                           | 147                         |
| 2017               | IMRI                              | "I Feel Alive"                                         | Engelsk                    | Jeg føler mig i live        | 23                 | 39                 | 3                           | 207                         |
| 2018               | Netta                             | "Toy"                                                  | Engelsk                    | Legetøj                     | 1                  | 529                | 1                           | 283                         |
| 2019               | Kobi Marimi                       | "Home"                                                 | Engelsk                    | Hjem                        | 23                 | 35                 | Værtsland                   | Værtsland                   |
| 2020               | Eden Alene                        | "Feker Lebi" (ፍቅር ልቤ)                                  | Engelsk, amharisk          | Min kærlighed               | Konkurrence aflyst | Konkurrence aflyst | Konkurrence aflyst          | Konkurrence aflyst          |
| 2021               | Eden Alene                        | "Set Me Free"                                          | Engelsk                    | Sæt mig fri                 | 17                 | 93                 | 5                           | 192                         |
| 2022               | Michael Ben-David                 | "I.M"                                                  | Engelsk                    | Jeg er                      | Ikke kvalificeret  | Ikke kvalificeret  | 13                          | 61                          |
| 2023               | Noa Kirel                         | "Unicorn"                                              | Engelsk, hebraisk          | Enhjørning                  | 3                  | 362                | 3                           | 127                         |
| 2024               | Eden Golan                        | "Hurricane"                                            | Engelsk, hebraisk          | Orkan                       | 5                  | 375                | 1                           | 194                         |
| 2025               | Yuval Raphael                     | "New Day Will Rise"                                    | Engelsk, fransk, hebraisk  | Ny dag vil opstå            | 2                  | 357                | 1                           | 203                         |

## Pointstatistik (1973-2025)

### Flest point til og fra - top 5
NB: Kun point givet i finalerne er talt med.
| Israel har givet flest point til | Israel har givet flest point til | Israel har givet flest point til |
| Placering                        | Land                             | Point                            |
| -------------------------------- | -------------------------------- | -------------------------------- |
| 1                                | Sverige                          | 206                              |
| 2                                | Frankrig                         | 183                              |
| =                                | Ukraine                          | 183                              |
| 4                                | Storbritannien                   | 175                              |
| 5                                | Rusland                          | 151                              |

| Israel har modtaget flest point fra | Israel har modtaget flest point fra | Israel har modtaget flest point fra |
| Placering                           | Land                                | Point                               |
| ----------------------------------- | ----------------------------------- | ----------------------------------- |
| 1                                   | Frankrig                            | 271                                 |
| 2                                   | Finland                             | 184                                 |
| 3                                   | Holland                             | 179                                 |
| 4                                   | Tyskland                            | 176                                 |
| 5                                   | Schweiz                             | 173                                 |

### 12 point til og fra
NB: Kun 12 point givet i finalerne siden er talt med.
| Israel har modtaget 12 point fra | Israel har modtaget 12 point fra                          | Israel har modtaget 12 point fra |
| År                               | Jury                                                      | Televoting |
| -------------------------------- | --------------------------------------------------------- | --- |
| 1978                             | Belgien, Holland, Luxembourg, Schweiz, Tyrkiet, Tyskland  | Ingen separat televoting |
| 1979                             | Finland, Irland, Norge, Portugal, Storbritannien, Sverige | Ingen separat televoting |
| 1982                             | Finland, Tyskland                                         | Ingen separat televoting |
| 1983                             | Holland, Østrig                                           | Ingen separat televoting |
| 1985                             | Frankrig                                                  | Ingen separat televoting |
| 1991                             | Jugoslavien, Spanien, Tyrkiet                             | Ingen separat televoting |
| 1992                             | Jugoslavien                                               | Ingen separat televoting |
| 1995                             | Storbritannien                                            | Ingen separat televoting |
| 1998                             | Frankrig, Malta, Portugal                                 | Ingen separat televoting |
| 1999                             | Cypern, Frankrig, Polen                                   | Ingen separat televoting |
| 2005                             | Monaco                                                    | Ingen separat televoting |
| 2016                             | Tyskland                                                  | Modtog ikke 12 point |
| 2018                             | Finland, Frankrig, San Marino, Tjekkiet, Østrig           | Aserbajdsjan, Australien, Frankrig, Georgien, Moldova, San Marino, Spanien, Ukraine                                                                               |
| 2019                             | Modtog ikke 12 point                                      | Frankrig |
| 2021                             | Modtog ikke 12 point                                      | Aserbajdsjan |
| 2023                             | Armenien, Aserbajdsjan, Frankrig, Italien, Polen          | Armenien, Aserbajdsjan, Cypern, Resten af Verden |
| 2024                             | Modtog ikke 12 point                                      | Australien, Belgien, Finland, Frankrig, Holland, Italien, Luxembourg, Portugal, San Marino, Schweiz, Spanien, Storbritannien, Sverige, Tyskland, Resten af Verden |
| 2025                             | Aserbajdsjan                                              | Aserbajdsjan, Australien, Belgien, Frankrig, Holland, Luxembourg, Portugal, Schweiz, Spanien, Storbritannien, Sverige, Tyskland, Resten af Verden                 |

| Israel har givet 12 point til | Israel har givet 12 point til | Israel har givet 12 point til |
| År                            | Jury                          | Televoting                    |
| ----------------------------- | ----------------------------- | ----------------------------- |
| 1975                          | Holland                       | Ingen separat televoting      |
| 1976                          | Storbritannien                | Ingen separat televoting      |
| 1977                          | Irland                        | Ingen separat televoting      |
| 1978                          | Holland                       | Ingen separat televoting      |
| 1979                          | Danmark                       | Ingen separat televoting      |
| 1981                          | Storbritannien                | Ingen separat televoting      |
| 1982                          | Tyskland                      | Ingen separat televoting      |
| 1983                          | Luxembourg                    | Ingen separat televoting      |
| 1985                          | Norge                         | Ingen separat televoting      |
| 1986                          | Schweiz                       | Ingen separat televoting      |
| 1987                          | Sverige                       | Ingen separat televoting      |
| 1988                          | Jugoslavien                   | Ingen separat televoting      |
| 1989                          | Jugoslavien                   | Ingen separat televoting      |
| 1990                          | Jugoslavien                   | Ingen separat televoting      |
| 1991                          | Frankrig                      | Ingen separat televoting      |
| 1992                          | Frankrig                      | Ingen separat televoting      |
| 1993                          | Storbritannien                | Ingen separat televoting      |
| 1995                          | Spanien                       | Ingen separat televoting      |
| 1998                          | Storbritannien                | Ingen separat televoting      |
| 1999                          | Tyskland                      | Ingen separat televoting      |
| 2000                          | Danmark                       | Ingen separat televoting      |
| 2001                          | Spanien                       | Ingen separat televoting      |
| 2002                          | Letland                       | Ingen separat televoting      |
| 2003                          | Spanien                       | Ingen separat televoting      |
| 2004                          | Ukraine                       | Ingen separat televoting      |
| 2005                          | Rumænien                      | Ingen separat televoting      |
| 2006                          | Rusland                       | Ingen separat televoting      |
| 2007                          | Hviderusland                  | Ingen separat televoting      |
| 2008                          | Rusland                       | Ingen separat televoting      |
| 2009                          | Norge                         | Ingen separat televoting      |
| 2010                          | Armenien                      | Ingen separat televoting      |
| 2011                          | Sverige                       | Ingen separat televoting      |
| 2012                          | Sverige                       | Ingen separat televoting      |
| 2013                          | Aserbajdsjan                  | Ingen separat televoting      |
| 2014                          | Østrig                        | Ingen separat televoting      |
| 2015                          | Italien                       | Ingen separat televoting      |
| 2016                          | Ukraine                       | Frankrig                      |
| 2017                          | Portugal                      | Portugal                      |
| 2018                          | Østrig                        | Tjekkiet                      |
| 2019                          | Holland                       | Rusland                       |
| 2021                          | Schweiz                       | Ukraine                       |
| 2022                          | Sverige                       | Ukraine                       |
| 2023                          | Sverige                       | Finland                       |
| 2024                          | Luxembourg                    | Luxembourg                    |
| 2025                          | Grækenland                    | Ukraine                       |

### Flest point til og fra - alle lande
NB: Kun point givet i finalerne er talt med.
| Israel har givet point til | Israel har givet point til | Israel har givet point til |
| Placering                  | Land                       | Point                      |
| -------------------------- | -------------------------- | -------------------------- |
| 1                          | Sverige                    | 206                        |
| 2                          | Frankrig                   | 183                        |
| =                          | Ukraine                    | 183                        |
| 4                          | Storbritannien             | 175                        |
| 5                          | Rusland                    | 151                        |
| 6                          | Spanien                    | 136                        |
| 7                          | Holland                    | 123                        |
| =                          | Norge                      | 123                        |
| 9                          | Italien                    | 119                        |
| 10                         | Tyskland                   | 116                        |
| 11                         | Danmark                    | 109                        |
| 12                         | Grækenland                 | 107                        |
| 13                         | Schweiz                    | 98                         |
| 14                         | Finland                    | 97                         |
| 15                         | Rumænien                   | 96                         |
| 16                         | Østrig                     | 94                         |
| 17                         | Belgien                    | 86                         |
| 18                         | Armenien                   | 75                         |
| 19                         | Luxembourg                 | 74                         |
| 20                         | Irland                     | 68                         |
| =                          | Jugoslavien                | 68                         |
| 22                         | Malta                      | 60                         |
| 23                         | Aserbajdsjan               | 56                         |
| 24                         | Cypern                     | 55                         |
| 25                         | Estland                    | 54                         |
| 26                         | Portugal                   | 50                         |
| 27                         | Australien                 | 45                         |
| =                          | Kroatien                   | 45                         |
| 29                         | Island                     | 44                         |
| =                          | Moldova                    | 44                         |
| 31                         | Letland                    | 34                         |
| 32                         | Bulgarien                  | 33                         |
| =                          | Tyrkiet                    | 33                         |
| 34                         | Litauen                    | 24                         |
| =                          | Monaco                     | 24                         |
| 36                         | Georgien                   | 21                         |
| =                          | Tjekkiet                   | 21                         |
| 38                         | Hviderusland               | 19                         |
| =                          | Ungarn                     | 19                         |
| 40                         | Slovenien                  | 17                         |
| 41                         | Polen                      | 14                         |
| 42                         | Serbien                    | 12                         |
| 43                         | Serbien og Montenegro      | 7                          |
| 44                         | Bosnien-Hercegovina        | 2                          |
| 45                         | Albanien                   | 0                          |
| =                          | Andorra                    | 0                          |
| =                          | Marokko                    | 0                          |
| =                          | Montenegro                 | 0                          |
| =                          | Nordmakedonien             | 0                          |
| =                          | San Marino                 | 0                          |
| =                          | Slovakiet                  | 0                          |

| Israel har modtaget point fra | Israel har modtaget point fra | Israel har modtaget point fra |
| Placering                     | Land                          | Point                         |
| ----------------------------- | ----------------------------- | ----------------------------- |
| 1                             | Frankrig                      | 271                           |
| 2                             | Finland                       | 184                           |
| 3                             | Holland                       | 179                           |
| 4                             | Tyskland                      | 176                           |
| 5                             | Schweiz                       | 173                           |
| 6                             | Storbritannien                | 172                           |
| 7                             | Belgien                       | 168                           |
| 8                             | Spanien                       | 166                           |
| 9                             | Portugal                      | 158                           |
| 10                            | Norge                         | 153                           |
| 11                            | Irland                        | 140                           |
| 12                            | Sverige                       | 132                           |
| 13                            | Cypern                        | 128                           |
| 14                            | Aserbajdsjan                  | 113                           |
| 15                            | Østrig                        | 110                           |
| 16                            | Luxembourg                    | 109                           |
| 17                            | Italien                       | 108                           |
| 18                            | Malta                         | 99                            |
| 19                            | Grækenland                    | 78                            |
| 20                            | Danmark                       | 74                            |
| =                             | Polen                         | 74                            |
| 22                            | San Marino                    | 69                            |
| 23                            | Moldova                       | 65                            |
| 24                            | Georgien                      | 62                            |
| 25                            | Jugoslavien                   | 61                            |
| 26                            | Kroatien                      | 60                            |
| 27                            | Australien                    | 59                            |
| =                             | Island                        | 59                            |
| 29                            | Albanien                      | 58                            |
| 30                            | Tjekkiet                      | 57                            |
| 31                            | Ukraine                       | 56                            |
| 32                            | Serbien                       | 54                            |
| 33                            | Rumænien                      | 50                            |
| =                             | Rusland                       | 50                            |
| =                             | Tyrkiet                       | 50                            |
| 36                            | Armenien                      | 49                            |
| 37                            | Slovenien                     | 47                            |
| 38                            | Litauen                       | 43                            |
| 39                            | Letland                       | 42                            |
| 40                            | Monaco                        | 38                            |
| 41                            | Estland                       | 34                            |
| 42                            | Ungarn                        | 32                            |
| 43                            | Hviderusland                  | 31                            |
| 44                            | Bosnien-Hercegovina           | 29                            |
| =                             | Bulgarien                     | 29                            |
| 46                            | Nordmakedonien                | 27                            |
| 47                            | Montenegro                    | 20                            |
| 48                            | Andorra                       | 15                            |
| 49                            | Slovakiet                     | 13                            |
| 50                            | Marokko                       | 0                             |
| =                             | Serbien og Montenegro         | 0                             |

## Vært
| År   | By        | Scene                           | Værter                                         |
| ---- | --------- | ------------------------------- | ---------------------------------------------- |
| 1979 | Jerusalem | International Convention Center | Yardena Arazi, Daniel Pe'er                    |
| 1999 | Jerusalem | International Convention Center | Dafna Dekel, Sigal Shachamon, Yigal Ravid      |
| 2019 | Tel Aviv  | Tel Aviv Convention Center      | Erez Tal, Bar Refaeli, Assi Azar og Lucy Ayoub |

## Kommentatorer og jurytalsmænd
| År   | Kommentator | Jurytalsmand       |
| ---- | --- | ------------------ |
| 1970 | Ingen kommentator | Deltog ikke        |
| 1971 | Ingen udsendelse | Deltog ikke        |
| 1972 | Ingen kommentator | Deltog ikke        |
| 1973 | Ingen kommentator | Ingen jurytalsmand |
| 1974 | Ingen kommentator | Yitzhak Shim'oni   |
| 1975 | Ingen kommentator | Yitzhak Shim'oni   |
| 1976 | Ingen kommentator | Yitzhak Shim'oni   |
| 1977 | Ingen kommentator | Yitzhak Shim'oni   |
| 1978 | Ingen kommentator | Yitzhak Shim'oni   |
| 1979 | Yoram Arbel | Dan Kaner          |
| 1980 | Ingen udsendelse | Deltog ikke        |
| 1981 | Ingen kommentator | Dan Kaner          |
| 1982 | Ingen kommentator | Yitzhak Shim'oni   |
| 1983 | Ingen kommentator | Yitzhak Shim'oni   |
| 1984 | Ingen kommentator | Deltog ikke        |
| 1985 | Ingen kommentator | Yitzhak Shim'oni   |
| 1986 | Ingen kommentator | Yitzhak Shim'oni   |
| 1987 | Ingen kommentator | Yitzhak Shim'oni   |
| 1988 | Ingen kommentator | Yitzhak Shim'oni   |
| 1989 | Ingen kommentator | Yitzhak Shim'oni   |
| 1990 | Ingen kommentator | Yitzhak Shim'oni   |
| 1991 | Ingen kommentator | Yitzhak Shim'oni   |
| 1992 | Ingen kommentator | Daniel Pe'er       |
| 1993 | Ingen kommentator | Danny Rup          |
| 1994 | Ingen kommentator | Deltog ikke        |
| 1995 | Ingen kommentator | Daniel Pe'er       |
| 1996 | Ingen kommentator | Deltog ikke        |
| 1997 | Ingen kommentator | Deltog ikke        |
| 1998 | Ingen kommentator | Yigal Ravid        |
| 1999 | Ingen kommentator | Yoav Ginai         |
| 2000 | Ingen kommentator | Yoav Ginai         |
| 2001 | Ingen kommentator | Yoav Ginai         |
| 2002 | Ingen kommentator | Michal Zoharetz    |
| 2003 | Ingen kommentator | Michal Zoharetz    |
| 2004 | Ingen kommentator | Merav Miller       |
| 2005 | Ingen kommentator | Dana Herman        |
| 2006 | Ingen kommentator | Dana Herman        |
| 2007 | Ingen kommentator | Jason Danino-Holt  |
| 2008 | Ingen kommentator | Noa Barak-Weshler  |
| 2009 | Ingen kommentator | Ofer Nachshon      |
| 2010 | Ingen kommentator | Ofer Nachshon      |
| 2011 | Ingen kommentator | Ofer Nachshon      |
| 2012 | Ingen kommentator | Ofer Nachshon      |
| 2013 | Ingen kommentator | Ofer Nachshon      |
| 2014 | Ingen kommentator | Ofer Nachshon      |
| 2015 | Ingen kommentator | Ofer Nachshon      |
| 2016 | Ingen kommentator | Ofer Nachshon      |
| 2017 | Ingen kommentator | Ofer Nachshon      |
| 2018 | Asaf Liberman & Shir Reuven (Semifinale 1) Itai Herman & Goel Pinto (Semifinale 2) Erez Tal & Idit Hershkowitz (Finale) | Lucy Ayoub         |
| 2019 | Sharon Taicher & Eran Zarachowicz                                                                                       | Izhar Cohen        |
| 2021 | Asaf Liberman & Akiva Novick                                                                                            | Lucy Ayoub         |
| 2022 | Asaf Liberman & Akiva Novick                                                                                            | Daniel Styopin     |
| 2023 | Asaf Liberman & Akiva Novick (Alle shows) Doron Medalie (Finale)                                                        | Ilanit             |
| 2024 | Asaf Liberman & Akiva Novick (Alle shows) Yoav Tzafir (Finale)                                                          | Maya Alkulumbre    |
| 2025 | Asaf Liberman & Akiva Novick (Alle shows) Keren Peles (Finale)                                                          | Eden Golan         |

## Galleri
- Teapacks i Helsinki (2007)
- Boaz i Beograd (2008)